# ويليام والاس بربور شيلدون
ويليام والاس بربور شيلدون (بالإنجليزية: William Wallace Barbour Sheldon) هو مهندس معماري أمريكي، ولد في 15 مايو 1836، وتوفي في 17 مارس 1915.